# The Huggetts Abroad
Pour plus de détails, voir Fiche technique et Distribution.
The Huggetts Abroad est un film britannique réalisé par Ken Annakin, sorti en 1949.

## Synopsis
Joe Huggett a perdu son travail. Il a une opportunité d'en retrouver un en Afrique du Sud. Il décide de s'y rendre en voiture avec sa famille. Ils vont avoir un autre passager, qui va s'avérer être un contrebandier en diamants.

## Fiche technique
- Titre original : The Huggetts Abroad
- Réalisation : Ken Annakin
- Scénario : Gerard Bryant, Ted Willis, Mabel Constanduros (en), Denis Constanduros
- Direction artistique : Norman G. Arnold
- Costumes : Yvonne Caffin
- Photographie : Reginald H. Wyer
- Son : Brian Sewell
- Montage : Gordon Hales
- Musique : Antony Hopkins
- Production : Betty E. Box
- Société de production : Gainsborough Pictures
- Société de distribution : General Film Distributors
- Pays d'origine :  Royaume-Uni
- Langue originale : anglais
- Format : Noir et blanc  — 35 mm — 1,37:1 — son mono
- Genre : Comédie
- Durée : 89 minutes
- Dates de sortie : Royaume-Uni : mai 1949

## Distribution
- Jack Warner : Joe Huggett
- Kathleen Harrison : Kathleen Huggett
- Susan Shaw : Susan Huggett
- Petula Clark : Pet Huggett
- David Tomlinson : Harold
- Peter Hammond : Peter
- John Blythe : Gowan
- Hugh McDermott : Bob McCoy
- Marcel Poncin : le commandant du fort

## Chansons du film
- "House in the Sky" et "Doodle-oodle-day" , interprétées par Petula Clark

## Autour du film
- Ce film constitue la dernière apparition de la famille Huggett, après Holiday Camp, Here Come the Huggetts et Vote for Huggett, tous réalisés par Ken Annakin.